# Trida barberae
Trida barberae is een vlinder uit de familie van de dikkopjes (Hesperiidae). De soort is voor het eerst wetenschappelijk beschreven als Cyclopides barberae door Roland Trimen in een publicatie uit 1873.  

## Verspreiding
De soort komt voor in Tanzania, Zambia, Malawi, Mozambique, Zimbabwe, Zuid-Afrika, Swaziland en Lesotho.

## Waardplanten
De rups leeft op Imperata cylindrica (Poaceae).

## Ondersoorten
- Trida barberae barberae (Trimen, 1873) (Tanzania, Zambia, Malawi, Mozambique, Zimbabwe, Zuid-Afrika, Swaziland, Lesotho)
- Trida barberae bonsa (Evans, 1956) (Zuid-Afrika: Vrijstaat, Oost-Kaap)
- Trida barberae bunta (Evans, 1956) (Zuid-Afrika: West-Kaap)